# Dębowola
Dębowola is een plaats in het Poolse district  Kozienicki, woiwodschap Mazovië. De plaats maakt deel uit van de gemeente Magnuszew en telt 170 inwoners.